# Sanremo '90 (Five Record)
Sanremo 90 è un album compilation pubblicato nel marzo 1990 dall'etichetta discografica Five Record.
L'album contiene 14 brani partecipanti al Festival di Sanremo 1990.
Tra essi, 5 erano stati proposti da altrettanti "Campioni" (precisamente Pooh, Caselli, Salvi, Di Michele, Bennato - Esposito), uno da un'artista internazionale come seconda versione fuori gara di uno di tali brani (Bridgewater, che esegue il brano vincitore con un testo in inglese), 3 da interpreti della sezione "Novità" (Lipstick, Lijao, Della Rosa), 5 da ospiti della manifestazione (Orixas, Kamen, Tikaram, Radio Bonn, Stewart).

## Tracce
1. Pooh - Uomini soli
2. Caterina Caselli - Bisognerebbe non pensare che a te
3. Lipstick - Che donne saremo
4. Orixas - Cielo
5. Lijao - Un cielo che si muove
6. Maurizio Della Rosa - Per curiosità
7. Nick Kamen - I Promised Myself
8. Francesco Salvi - A
9. Dee Dee Bridgewater - Angel of the Night
10. Grazia Di Michele - Io e mio padre
11. Tanita Tikaram - We Almost Got It Together
12. Eugenio Bennato e Tony Esposito - Novecento Aufwiedersehen
13. Radio Bonn - Notte di strada
14. Rod Stewart - This Old Heart of Mine